# والي أنديرزوناس
والي أنديرزوناس (بالإنجليزية: Wally Anderzunas)‏ مواليد 11 يناير 1946 - الوفاة 28 مايو 1989، كان لاعب كرة سلة أمريكي. بدأ مسيرته الاحترافية في سنة 1969. تم اختياره من قبل فريق أتلانتا هوكس خلال الدرافت. بلغ طوله 6 قدم 7 بوصة (2.0 م). اعتزل اللعب في 1970.

## روابط خارجية
- والي أنديرزوناس على موقع إن بي أي (الإنجليزية)
- والي أنديرزوناس على موقع سبورتس رفرنس (الإنجليزية)
- والي أنديرزوناس على موقع كلية كرة السلة في سبورتس رفرنس.كوم (الإنجليزية)
- والي أنديرزوناس على موقع ريلجم (الإنجليزية)
- والي أنديرزوناس على موقع بروبوليرز (الإنجليزية)